# Hydrophylax malabaricus
Espèce
Synonymes
- Rana malabarica Tschudi, 1838
- Hylarana malabarica (Tschudi, 1838)

Statut de conservation UICN

 LC  : Préoccupation mineure
Hydrophylax malabaricus est une espèce d'amphibiens de la famille des Ranidae.

## Répartition
Cette espèce est endémique d'Inde. Elle se rencontre au Kerala, au Tamil Nadu jusqu'à 1 500 m d'altitude.

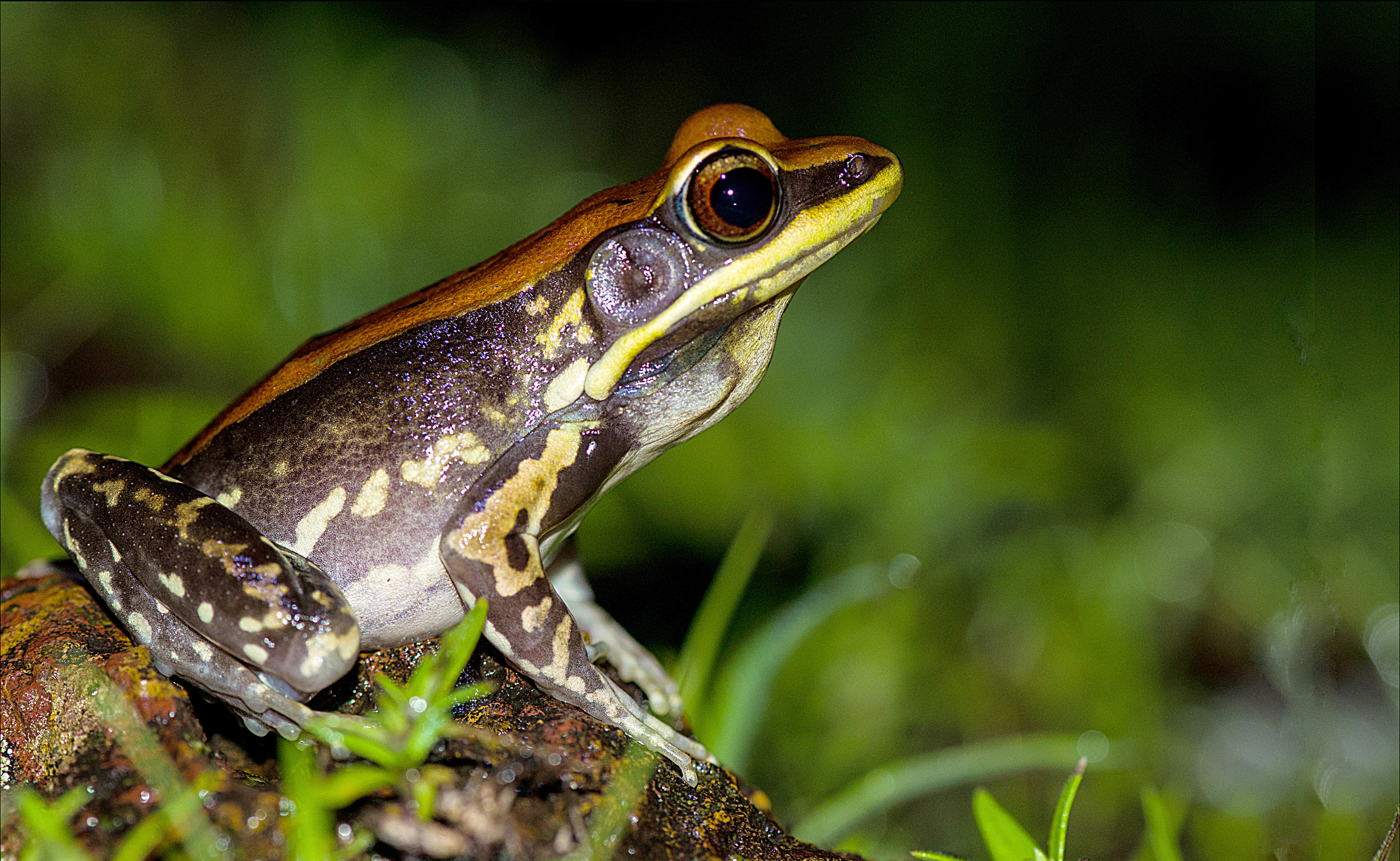

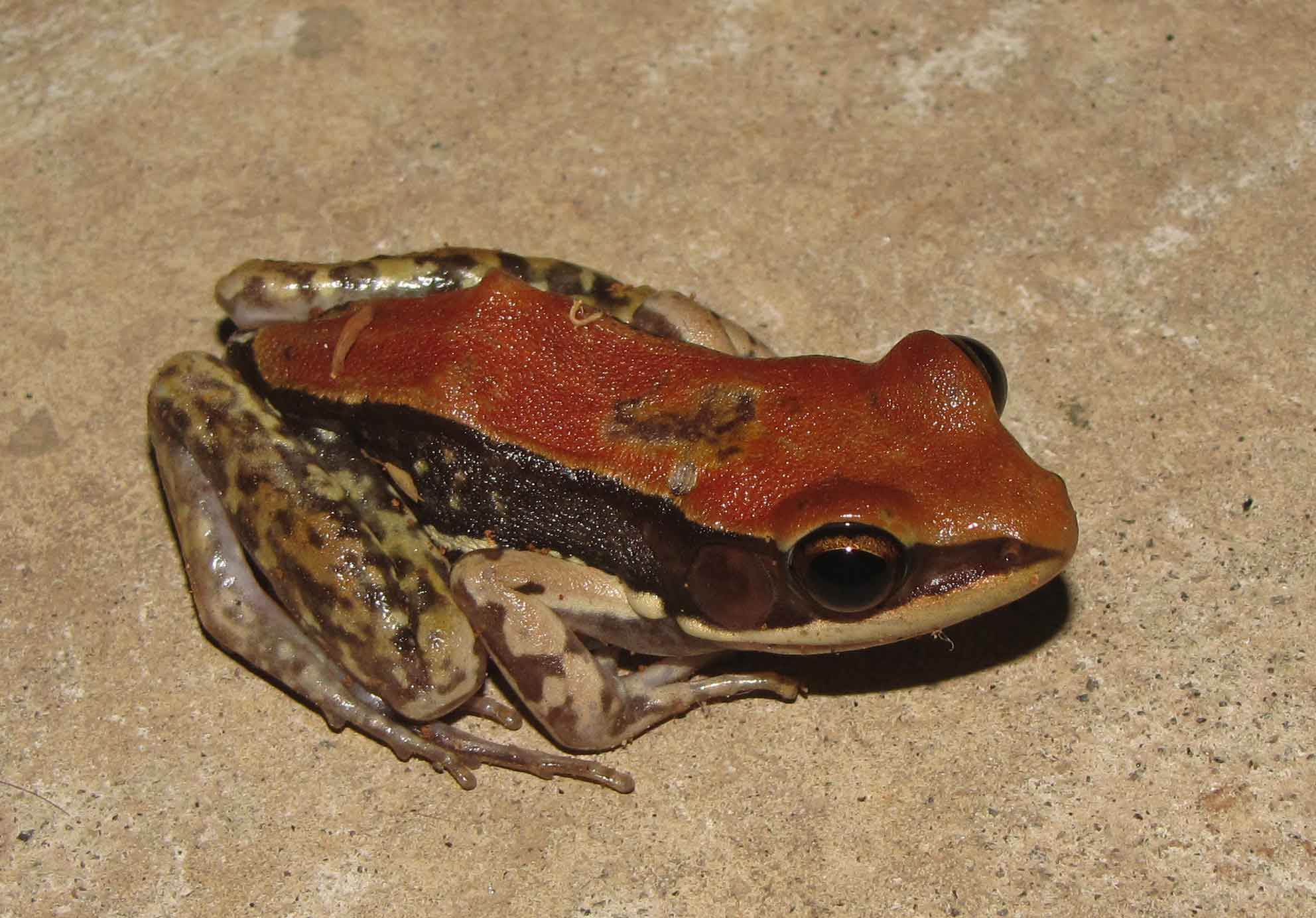

## Taxinomie
Cette espèce a été redéfinie par Oliver, Prendini, Kraus et Raxworthy en 2015 puis par Padhye, Jadhav, Modak, Nameer et Dahanukar en 2015.

## Publication originale
- Tschudi, 1838 : Classification der Batrachier, mit Berucksichtigung der fossilen Thiere dieser Abtheilung der Reptilien, p. 1-99 (texte intégral).